# Charles W. Curtis
Charles Whittlesey Curtis (* 1926) ist ein US-amerikanischer Mathematiker, der sich mit Algebra befasst.

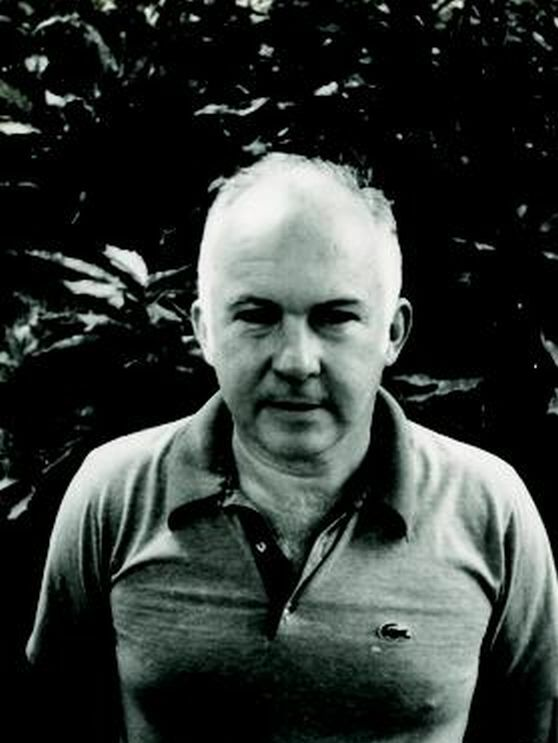
Charles W. Curtis

Curtis studierte am Bowdoin College (Bachelor 1948) und wurde 1951 an der Yale University bei Nathan Jacobson promoviert (Additive Ideal Theory in General Rings) Er war 1954 bis 1963 Professor an der University of Wisconsin–Madison und danach Professor an der University of Oregon.
1954/55 und 1968/69 war er am Institute for Advanced Study. 
Sein Buch mit Irving Reiner über Darstellungstheorie endlicher Gruppen und zugehöriger Algebren war viele Jahre ein Standardwerk und machte beide bekannt. Er veröffentlichte auch ein Buch über die Geschichte der Darstellungstheorie von Gruppen und Algebren bis etwa 1960.
2012 wurde er Fellow der American Mathematical Society.

## Schriften
- mit Irving Reiner Representation theory of finite groups and associated algebras, Wiley 1962, Neuauflage 1981/82 in zwei Bänden
- Pioneers in Representation Theory: Frobenius, Burnside, Schur and Brauer, American Mathematical Society 1999
- Modular Lie Algebras, 1,2, Transactions AMS, Band 82, 1956, 160–179, Band 86, 1957, 91–108